# Politico
Politico ist eine US-amerikanische Tageszeitung. Sie wurde 2007 in den Vereinigten Staaten gegründet und hat sich zu einem der wichtigsten Medien im Washingtoner Politikbetrieb entwickelt. Seit 2015 wird auch eine europäische Ausgabe veröffentlicht. Im August 2021 erwarb der Axel Springer Verlag das gesamte Zeitungsunternehmen.

## Hintergrund

### US-Ausgabe
Die Auflage in den USA beträgt rund 40.000 Exemplare. Während der Sitzungszeit des Kongresses erscheint Politico fünf Mal pro Woche, außerhalb dieser Zeit ein Mal wöchentlich. Den Kern der Veröffentlichungen bilden einerseits lange, personalisierte Hintergrundberichte, andererseits folgt das Magazin in einem Blog im Detail allen Ereignissen und Tagesabläufen im Weißen Haus.
Die Zeitung hat rund 350 Mitarbeiter. Chefreporter war bis 2016 Michael Allen. Joe Scarborough schreibt als Kolumnist. Viele der Journalisten stammen aus dem Umfeld der Washington Post. Es gibt regionale Ausgaben für New York City, New Jersey und Florida.

### Europäische Ausgabe
Seit April 2015 erscheint in Brüssel die europäische Ausgabe Politico in einem 2014 gegründeten Gemeinschaftsunternehmen mit dem Axel Springer Verlag, an dem dieser von Beginn an mit 50 % beteiligt war. Es gibt Büros in den europäischen Hauptstädten Paris, London und Berlin. Vorgänger der europäischen Ausgabe war von 1995 bis 2015 die European Voice.
CEO der Europa-Ausgabe war ab Juni 2021 bis Ende 2022 Claire Boussagol, die von Shéhérazade Semsar-de Boisséson übernahm. Ende 2022 wurde das Geschäft in Europa mit dem in den Vereinigten Staaten zusammengelegt, da nach Ansicht des Verlags die Nutzer nicht zwischen den Ausgaben unterscheiden. In der Folge verließ Claire Boussagol das Unternehmen.
Chefredakteur („Editor in Chief“) war von 2019 bis zu seinem Tod im März 2021 Stephen Brown. Übergangsweise folgte ihm John Harris, Gründungsredakteur und Vorsitzender des redaktionellen Beirats von Politico Europa. Im Oktober 2021 übernahm Jamil Anderlini, bisher Asien-Chef der Financial Times, die Position des Europa-Chefredakteurs.

### Deutsche Ausgabe
Politico startete am 19. Februar 2024 mit dem Berlin Playbook einen kostenlosen deutschsprachigen Newsletter über den Berliner Politbetrieb, der montags bis freitags am Morgen versendet wird. Eine Printausgabe ist nicht geplant. Chefredakteur (Executive Editor) der deutschen Ausgabe ist Gordon Repinski.
Seit 21. Mai 2024 erscheint von Montag bis Donnerstag um 5 Uhr außerdem der Politico Berlin Playbook Podcast, der von Repinski moderiert wird und neben Kollegengesprächen zu tagesaktuellen Themen jeweils das sogenannte „200-Sekunden-Interview“ enthält, in dem Politiker bei ablaufendem Timer befragt werden. An vielen Freitagen gibt es in Sonderfolgen längere Gespräche mit Journalisten anderer Medien, Experten oder Spaziergänge mit Politikern. Seit Mai 2025 gibt es Montag bis Donnerstag am Nachmittag eine kürzere Update-Folge, die von Rixa Fürsen moderiert wird.

### Kauf durch Axel Springer
Am 26. August 2021 unterzeichnete Herausgeber Robert Allbritton eine Vereinbarung zum vollständigen Verkauf von Politico sowie von Protocol, einer auf den Technologiesektor spezialisierten News-Website, an den Medienkonzern Axel Springer SE. Die Transaktion umfasst auch den kompletten Verkauf von Politico Europa. Der Kaufpreis soll über eine Milliarde US-Dollar betragen haben. Am 19. September 2021 gab Springer bekannt, man habe die Transaktion „nach Erhalt aller erforderlichen behördlichen Genehmigungen und gemäß den Bedingungen der bereits am 26. August 2021 angekündigten Vereinbarung erfolgreich abgeschlossen.“
Die New York Times berichtete im Oktober 2021 noch nicht veröffentlichte Hintergründe über den Machtmissbrauch des inzwischen entlassenen Bild-Chefredakteurs Julian Reichelt und verwies in ihrer Überschrift darauf, dass es sich um einen Mitarbeiter des neuen Politico-Eigentümers handele.

### Unter Trump II
Politico gehört zu den zahlreichen Medien, die von Donald Trump wiederholt angegriffen und der Falschberichterstattung bezichtigt wurden. Anfang Februar 2025 teilte die Pressesprecherin des Weißen Hauses Karoline Leavitt mit, das Kabinett Trump II habe bisher mehr als 8 Millionen US-Dollar für Politico-Abonnements gezahlt, und dass das Department of Government Efficiency unter Leitung von Elon Musk „daran arbeite, diese Zahlungen zu stornieren“. Die Seite USAspending.gov gibt einen Gesamtbetrag der Zuerkennung von 2,3 Millionen US-Dollar aus 343 Transaktionen an.